# Скидкин, Пётр Исаевич
Пётр Исаевич Скидкин (1919, Рославль — май 1945) — командир стрелкового взвода 44-го гвардейского стрелкового полка 15-й гвардейской Харьковско-Пражской дважды Кразнознаменной орденов Ленина, Суворова и Кутузова стрелковой дивизии 5-й гвардейской армии 1-го Украинского фронта, гвардии старшина — на момент представления к награждению орденом Славы 1-й степени.

## Биография
Родился в 1919 году в городе Рославль Смоленской области. Работал слесарем на Рославльском вагоноремонтном заводе.
В Красную Армию призван Рославльским райвоенкоматом Смоленской области в 1939 году. Участник советско-финляндской войны 1939—1940 годов.
Участник Великой Отечественной войны с июня 1941 года. Сражался на Центральном, Ленинградском, Воронежском, Степном, 3-м и 1-м Украинских фронтах. Принимал участие в Курской битве, в освобождении Украины, Польши, в боях на территории Германии. Прошел боевой путь до столицы вражеской Германии — Берлина и столицы Чехословакии — Праги. В боях с немецко-вражескими захватчиками был четыре раза ранен. В 1945 году стал членом ВКП.
Командир отделения 44-го гвардейского стрелкового полка гвардии старший сержант Пётр Скидкин в боях на левом берегу реки Висла 20 августа 1944 года в районе населенного пункта Кемпе, увлекая за собой бойцов, в числе первых ворвался в окопы противника и уничтожил пятерых противников.
Приказом по 15-й гвардейской стрелковой дивизии от 21 октября 1944 года за мужество и отвагу, проявленные в боях, гвардии старший сержант Скидкин Пётр Исаевич награждён орденом Славы 3-й степени.
18 января 1945 года в бою в городе Жарки помощник командира стрелкового взвода 44-го гвардейского стрелкового полка Пётр Скидкин с группой бойцов атаковал засевших в доме противников, уничтожил шестерых и пленил пятерых пехотинцев.
Приказом по 5-й гвардейской армии от 6 апреля 1945 года за мужество и отвагу, проявленные в боях, гвардии старший сержант Скидкин Пётр Исаевич награждён орденом Славы 2-й степени.
19 апреля 1945 года в районе деревни Мюльрозе командир стрелкового взвода 44-го гвардейского стрелкового полка гвардии старшина Пётр Скидкин с бойцами уничтожил до тридцати вражеских солдат и офицеров, семерых взял в плен.
Указом Президиума Верховного Совета СССР от 27 июня 1945 года за образцовое выполнение заданий командования в боях с немецко-вражескими захватчиками гвардии старшина Скидкин Пётр Исаевич награждён орденом Славы 1-й степени, став полным кавалером ордена Славы.
В мае 1945 года он пропал без вести.
Награждён орденами Славы 1-й, 2-й и 3-й степени, медалями.